# Bandy

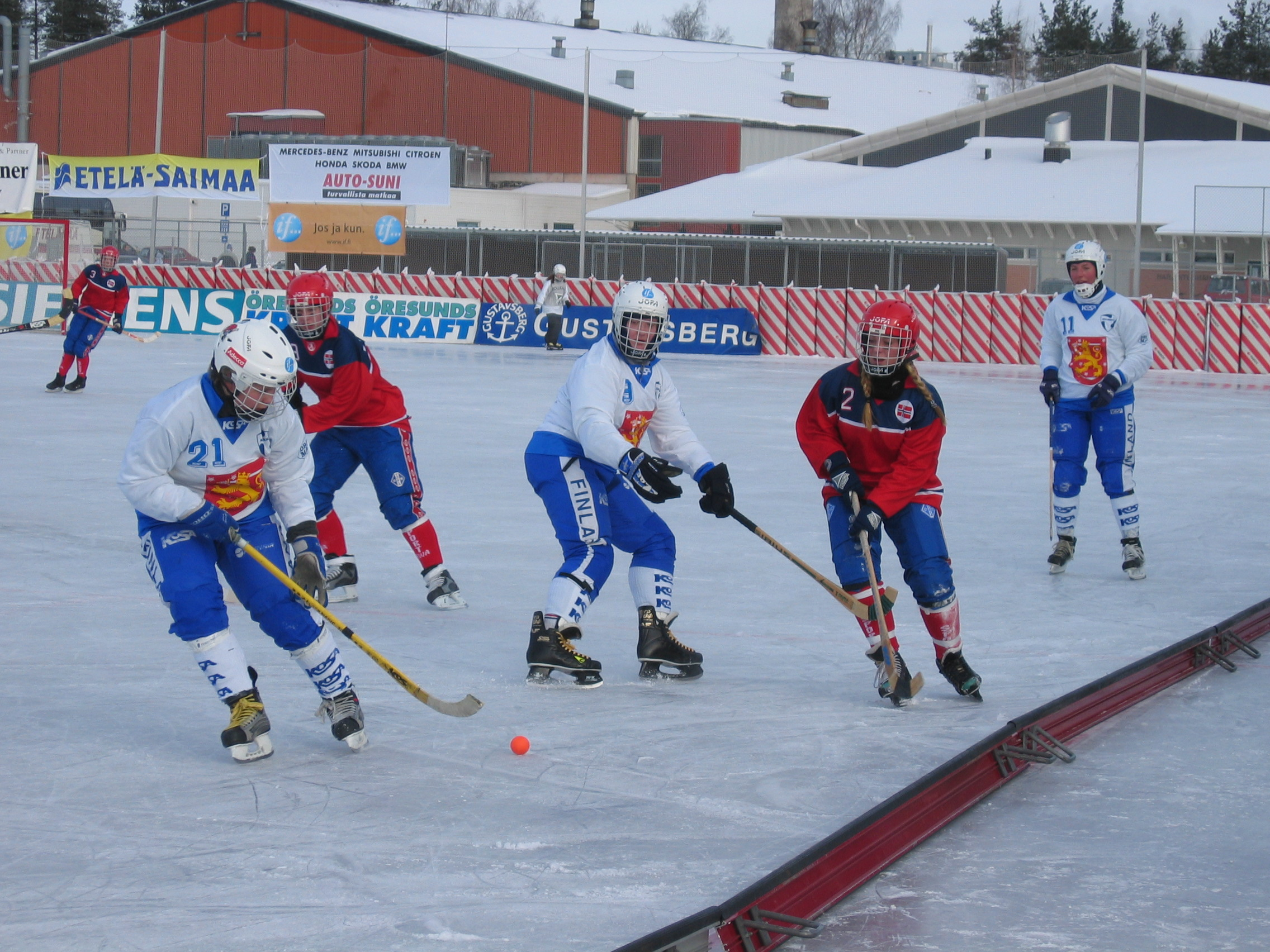
Joc de bandy

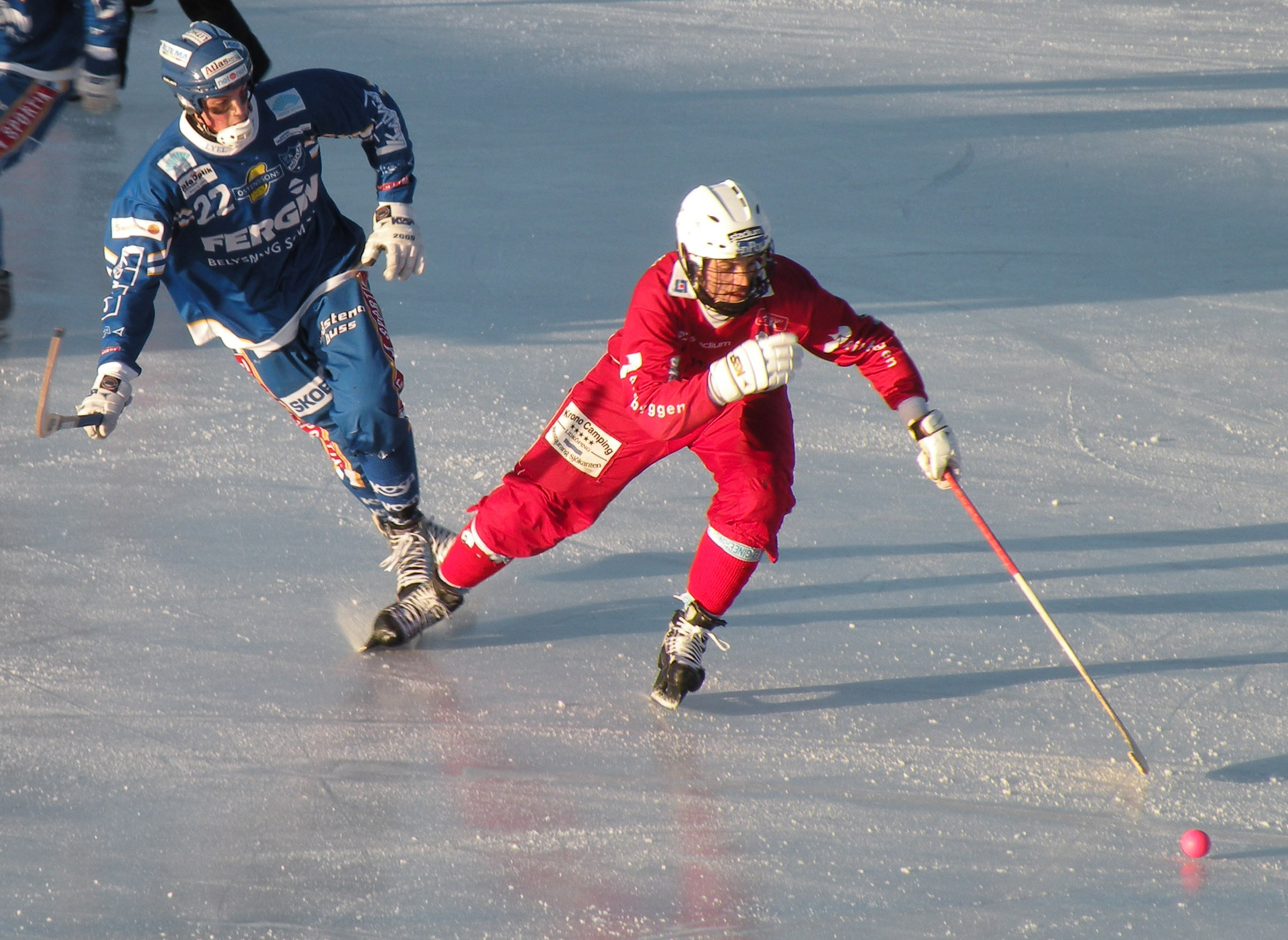

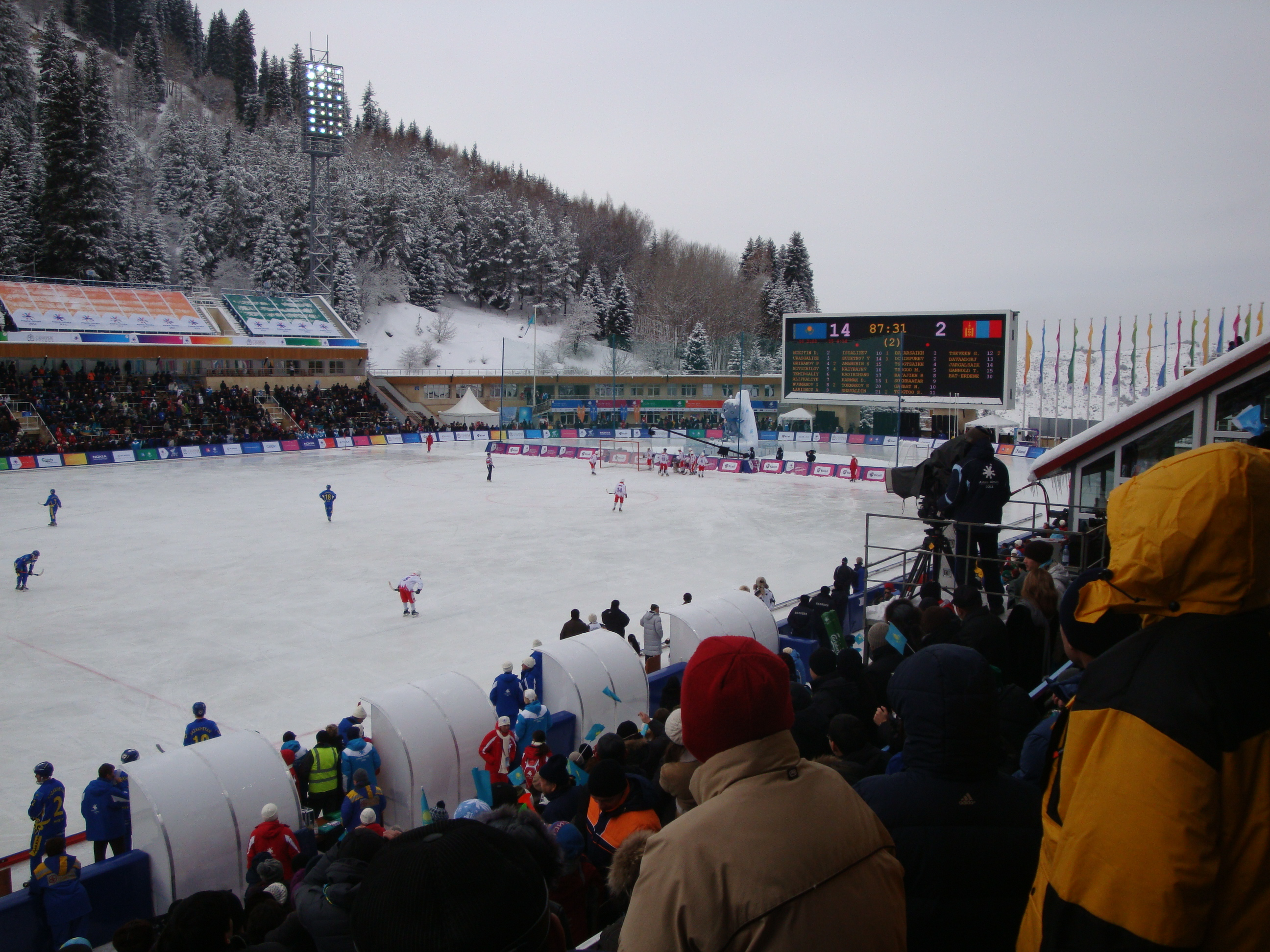

Bandy este un sport de iarnă jucat între echipe, asemănător cu hocheiul pe gheață, dar care are regulamentul practic identic cu cel al fotbalului. Este uneori numit „fotbalul de iarnă.”
Prima menționare a unui club de bandy, Bury Fen, a fost în Anglia în 1813.
Sportul este popular în Țările scandinave și în Rusia, unde peste un milion de jucători sunt înregistrați, și unde sportivii profesioniști au salarii de până la 500.000 de dolari americani pe an.
Federația Internațională de Bandy a fost formată în 1955., iar Campionatele Mondiale au loc din doi în doi ani, primul având loc în 1957.
Fiecare echipă constă din 11 jucători, unul fiind portar. Se joacă cu crose și cu o minge, dar numai portarul are voie să atingă mingea cu mâna.
Terenul de gheață este de mărimea unui teren de fotbal, iar meciul este împărțit în două reprize a câte 45 de minute.

## Reguli

### Principiile jocului
- Două echipe cu câte 11 jucători încearcă să marcheze goluri prin introducerea mingii în poarta adversară. Echipa care are cele mai multe goluri la sfârșitul partidei, a câștigat.

- Toți jucătorii folosesc patine. Jucătorii de câmp folosesc crose, dar portarul, nu.

- Mingea poate fi atinsă cu corpul, patinele sau crosa. Golurile pot fi marcate doar cu crosa.

- Nici un jucător cu excepția portarului nu are voie să atingă mingea cu brațele sau cu mâinile când mingea este în joc.
- Există offside, ca și la fotbal.

### Echipele
- Fiecare echipă are 11 jucători, din care unul trebuie să fie portar. Portarul nu are voie să folosească crosă, dar poate atinge mingea cu mâinile în semicerc. O echipă nu poate juca dacă are mai puțin de 8 jucători. O echipă poate avea cel mult 4 rezerve. Dacă toate cele 4 rezerve sunt folosite, una din rezerve trebuie să joace ca portar.

- Schimbul jucătorilor cu rezervele poate avea loc oricând și de mai multe ori. Un jucător care începe ca rezervă poate oricând să fie băgat pe teren dacă este o poziție liberă (cu excepția portarului).

### Terenul

Terenul de bandy

- Bandy se joacă pe un teren rectangular de mărimea unui teren de fotbal, 90-110 metri lungime și 45-65 metri lățime. Semicercul este cu un diametru de 17 m, cu centrul la mijlocul porții. Pe fiecare semicerc sunt două puncte de lovituri libere. La 12 m de fiecare poartă este un punct de unde se dau loviturile de penalty. La mijlocul terenului este marcat un alt punct. În jurul punctelor de lovitură liberă și a punctului de penalty sunt marcate cercuri cu diametrul de 5 m.

- Terenul are pe părțile laterale panouri de 15 cm înălțime și groase de 4 cm. Panourile, care sunt din lemn, material plastic sau aluminiu, au rolul ca mingea să nu iasă prea departe de teren. Panourile se opresc ca. 1-3 metri de la colțurile terenului. Ele sunt făcute din mai multe bucăți de câte 4 m, care nu sunt fixate de gheață pentru ca să poată aluneca dacă jucătorii se lovesc de ele.

- Porțile au lungimea de 3,5 m și înălțimea de 2,1 m. Adâncimea porților trebuie să fie de cel puțin 2 m la sol și 1 m sus. Porțile sunt din aluminiu sau oțel, iar plasa este din oțel sau din materiale similare.

### Arbitrii
- Jocul este arbitrat de un arbitru principal și de doi arbitri secundari. Deciziile arbitriilor sunt, cu unele excepții, finale și nu pot fi schimbate.

### Faulturi
- Exemple: lovirea crosei sau a patinelor adversarului, obstrucționarea jucătorului advers care nu are mingea, piedici, ținutul. Nu este permisă participarea la joc fără crosă, sau dacă te-ai culcat la pământ intenționat sau dacă stai pe gheață pe genunchi.

#### Pedepse
- Încălcarea regulilor se pedepsește cu lovitură liberă, eventual lovitură de la 12 m dacă infracțiunea a avut loc în semicercul propriu. În anumite situații jucătorul poate fi eliminat, fie pentru 5 minute (cartonaș alb), 10 minute (cartonaș albastru) sau permanent (cartonaș roșu). Pentru avertizare se folosește cartonașul galben.

### Echipamentul
- Mingea are un diametru de 62,4 milimetri. Mingea, care este de obicei de culoare roșie, portocalie sau roz, este din material plastic cu un miez de plută.
- Crosele sunt din lemn, material mixt sau fibră de sticlă. Lungimea este de ca. 125 cm, jos fiind îndoită, acolo fiind totodată mai lată decât mânerul (6 cm).

- Se folosesc patine.

- Jucătorii folosesc căști, suspensor, mănuși speciale, și își protejează coapsele, talia, genunchii, gâtul. Jucătorii care nu sunt seniori trebuie să folosească căști cu grilaj.